# Traité de Lisbonne (1864)
Pour les articles homonymes, voir Traité de Lisbonne (homonymie).
Le traité de Lisbonne (ou traité des limites de Lisbonne, en complément du traité de Tomás, en espagnol Tratado de Lisboa) est un traité bilatéral signé entre les royaumes d'Espagne et du Portugal le 29 septembre 1864. Il détermine les frontières entre les deux pays de l'embouchure du Minho au confluent du Rio Caia avec le Guadiana.

## Histoire
Par le traité de Lisbonne, le Couto Misto (territoire souverain de 27 km2 au nord de Chaves dont les deux pays revendiquaient la souveraineté) est acquis par l'Espagne (pour les municipalités de Calvos de Randín et de Baltar). De son côté, l'Espagne cède au Portugal les Povos Promiscuos de Soutelinho da Raia, Cambedo (Vilarelho da Raia) et Lama de Arcos (villages qui s'étaient développés à l'endroit précis par lequel passe la ligne frontalière, générant ainsi des conflits avec les autorités douanières des deux pays).
Le traité est ratifié par l'Espagne et le Portugal l'année suivante. Le document est solennellement officialisé à Saint-Jacques-de-Compostelle le 23 juin 1866, le traité entrant en vigueur le 5 novembre de la même année.
Des bornes frontières sont placées à cette occasion le long de la frontière, sauf à l'embouchure de l'Odiana, car le Portugal ne reconnaît pas la municipalité d'Olivença comme espagnole.
Par la suite, les dernières frontières non déterminées le sont en 1926 par l'accord de Limites.

## Articles du traité
Article 1 – Frontière entre l'embouchure du fleuve Minho et les confluents des rivières Trancoso et Barjas
Article 2 – Frontière entre les confluents des rivières Trancoso et Barjas et le Portela do Pau
Article 3 – Frontière entre le Portela do Pau et la rivière Castro
Article 4 – Frontière entre la rivière Castro et Cruz dos Touros
Article 5 – Frontière entre Cruz dos Touros et Marco do Pisco
Article 6 – Frontière entre Marco do Pisco et Pedras de Malrandín
Article 7 – Frontière entre Pedras de Malrandín et le port de Bancelos
Article 8 – Frontière entre le port de Bancelos et l'Outeiro de Maria Sacra
Article 9 – Frontière entre l'Outeiro de Maria Sacra et le Ponte de Assureira
Article 10 – Frontière entre le Ponte de Assureira et la Vale de Ladera
Article 11 – Frontière entre la Vale de Ladera et l'Outeiro de Castelo Ancho
Article 12 – Frontière entre Outeiro de Castelo Ancho et Cabeça de Peixe
Article 13 – Frontière entre Cabeça de Peixe et Portelo do Cerro de Esculqueira
Article 14 – Frontière entre Portelo do Cerro de Esculqueira et Penedo dos Três Reinos
Article 15 – Frontière entre Penedo dos Três Reinos et Penha da Formiga
Article 16 – Frontière entre Penha da Formiga et Poço da Olha
Article 17 – Frontière entre Poço da Olha et Três Marras
Article 18 – Frontière entre Três Marras et Moinho da Nave Cerdeira
Article 19 – Frontière entre Moinho da Nave Cerdeira et Barrocal das Andorinhas
Article 20 – Frontière entre Barrocal das Andorinhas et Gingeira/Curral das Colmeias
Article 21 – Frontière entre Gingeira et Pego da Negra
Article 22 – Frontière entre Pego da Negra et Marco de Badajoz
Article 23 – Frontière entre Marco de Badajoz et le confluent de la rivière Caia avec la rivière Guadiana
Article 24 – Sur l'emplacement des bornes frontières
Article 25 – Sur la permanence des repères
Article 26 – Sur l'île de Canosa du fleuve Minho
Article 27 – Sur la nationalité des habitants des povos promscuos et du Couto Misto
Article 28 – Sur l'utilisation des cours d'eau, chemins et sources communes
Article 29 – Sur les saisies de bétail
Article 30 – Sur la prévalence par rapport à d'autres actes
Article 31 – Sur la ratification par les souverains des deux pays